# Jaroslav Cejp
Jaroslav Cejp (ur. 7 kwietnia 1924 w Saldoboš, zm. 22 marca 2002) – czechosłowacki piłkarz narodowości czeskiej występujący na pozycji napastnika, reprezentant Czechosłowacji w latach 1946–1951.

## Kariera klubowa
Jako nastolatek uprawiał lekkoatletykę. Grę w piłkę nożną rozpoczął w wieku 17 lat w szkółce klubu AFK Chrudim. W 1942 roku dotarł z młodzieżowym zespołem Chrudimia do finału mistrzostw Czech. W 1943 roku przeniósł się do SK Pardubice, gdzie rozpoczął karierę na poziomie seniorskim w Národní Lidze, stanowiącej ekstraklasę piłkarską Protektoratu Czech i Moraw. Od sezonu 1945/46 grał z SK Pardubice w nowo utworzonej Československiej Fotbalovej Lidze. Przez 2,5 roku rozegrał w barwach tego klubu 38 spotkań, w których strzelił 20 goli. Na początku 1946 roku został graczem Sparty Praga. W sezonach 1945/46 i 1947/48 wywalczył z tym zespołem mistrzostwo Czechosłowacji. Ponadto, w sezonie 1947/18 zdobył z 21 bramkami tytuł króla strzelców czechosłowackiej ekstraklasy. Jesienią 1951 roku w spotkaniu z Sokolem Vítkovice doznał ciężkiej kontuzji nogi, po której zakończył karierę zawodniczą i zajął się szkoleniem. W trakcie Mistrzostw Świata 1954 w Szwajcarii pracował w sztabie trenerskim reprezentacji Czechosłowacji jako asystent selekcjonera Karola Borhy’ego.

## Kariera reprezentacyjna
27 października 1946 zadebiutował w reprezentacji Czechosłowacji w wygranym 4:3 meczu towarzyskim z Austrią, w którym zdobył 2 bramki. W 1948 roku rywalizował z Czechosłowacją w rozgrywkach Mistrzostw Bałkanów i Europy Środkowej oraz Pucharze Europy Środkowej. Łącznie w latach 1946–1951 rozegrał w zespole narodowym 14 spotkań, w których strzelił 10 goli.
Bramki w reprezentacji
| Lp. | Data                 | Miejsce                               | Przeciwnik | Bramka | Rezultat | Ranga meczu             |
| --- | -------------------- | ------------------------------------- | ---------- | ------ | -------- | ----------------------- |
| 1.  | 27 października 1946 | Praterstadion, Wiedeń                 | Austria    | 2:1    | 4:3      | Mecz towarzyski         |
| 2.  | 27 października 1946 | Praterstadion, Wiedeń                 | Austria    | 3:2    | 4:3      | Mecz towarzyski         |
| 3.  | 11 maja 1947         | Letenský Stadion, Praga               | Jugosławia | 2:0    | 3:1      | Mecz towarzyski         |
| 4.  | 31 sierpnia 1947     | Letenský Stadion, Praga               | Polska     | 5:3    | 6:3      | Mecz towarzyski         |
| 5.  | 21 września 1947     | Stadionul Giulești, Bukareszt         | Rumunia    | 2:0    | 6:2      | Mecz towarzyski         |
| 6.  | 21 września 1947     | Stadionul Giulești, Bukareszt         | Rumunia    | 3:0    | 6:2      | Mecz towarzyski         |
| 7.  | 10 października 1948 | Stadion Landhof, Bazylea              | Szwajcaria | 1:1    | 1:1      | Puchar Europy Środkowej |
| 8.  | 17 września 1950     | Stadion Armii Czechosłowackiej, Praga | Albania    | 2:0    | 3:0      | Mecz towarzyski         |
| 9.  | 22 października 1950 | Stadion Wojska Polskiego, Warszawa    | Polska     | 2:0    | 4:1      | Mecz towarzyski         |
| 10. | 20 maja 1951         | Stadion Armii Czechosłowackiej, Praga | Rumunia    | 1:0    | 2:2      | Mecz towarzyski         |

## Sukcesy

### Zespołowe
Sparta Praga
- mistrzostwo Czechosłowacji: 1945/46, 1947/48

### Indywidualne
- król strzelców Státní Ligi: 1947/48 (21 goli)